# Primula conspersa
Primula conspersa är en viveväxtart som beskrevs av Isaac Bayley Balfour och Purdom. Primula conspersa ingår i släktet vivor, och familjen viveväxter. Inga underarter finns listade i Catalogue of Life.